# Jean Beaufort (homme politique)
Pour les articles homonymes, voir Jean Beaufort et Beaufort.
Jean Beaufort, né le 11 février 1939 à Trépail (Marne) et mort le 26 décembre 2000 à Mauguio (Hérault), est un homme politique français.

## Biographie
Originaire de Champagne, il est professeur d'allemand puis principal de collège. Sa carrière politique débute en Haute-Marne en 1977, année où il est élu maire de Laneuville-au-Pont. Il conserve cette fonction jusqu'en 1979.
Il devient alors principal du collège Alain de Crozon. 
Lors de la vague socialiste qui fait suite à l'élection de F. Mitterrand, il devient député de la circonscription de Châteaulin-Carhaix en battant le député sortant RPR Jean Crenn. À l'Assemblée nationale, il siège au sein du groupe socialiste. Il n'est pas élu lors des législatives le PS obtient 3 élus et il est cinquième sur la liste.
En mars 1983, il est élu maire de Camaret-sur-Mer et le demeure jusqu'en décembre 1986, date où il quitte ses mandats électoraux après sa nomination comme attaché culturel en Algérie. 
Quelques années plus tard, il revient en France et s'installe à Mauguio (Hérault), exerçant à nouveau la fonction de principal de collège. Il est par ailleurs adjoint au maire de cette commune de 1988 à 2000, année de son décès.

## Détail des fonctions et des mandats
Mandat parlementaire
- 21 juin 1981 - 1er avril 1986 : député de la 6e circonscription du Finistère

Mandats locaux
- 1977 - 1979 : maire de Laneuville-au-Pont (Haute-Marne)
- mars 1983 - décembre 1986 : maire de Camaret-sur-Mer (Finistère)
- 1988 - 2000 : adjoint au maire de Mauguio (Hérault)